# 28712 Elizabethcorn
28712 Elizabethcorn è un asteroide della fascia principale. Scoperto nel 2000, presenta un'orbita caratterizzata da un semiasse maggiore pari a 2,8808528 au e da un'eccentricità di 0,1385037, inclinata di 2,74458° rispetto all'eclittica.
L'asteroide è dedicato alla studentessa statunitense Elizabeth Alyn Corn.